# Arado Ar 65
Arado Ar 65 – niemiecki dwupłatowy samolot myśliwski, będący zmodyfikowaną i nieco powiększoną wersją samolotu Arado Ar 64.

## Historia
Samolot został opracowany na przełomie lat 20. i 30. jako konstrukcja mająca zastąpić Arado Ar 64. Głównym konstruktorem został inż. Walter Rethel. Zmiany w porównaniu z Ar 64 obejmowały, poza powiększeniem rozmiarów, także wymianę silnika z gwiazdowego na rzędowy. Prototyp, oznaczony jako Ar 65a, oblatano w 1931 roku. Przeprowadzone testy wykazały konieczność wprowadzenia niewielkich zmian konstrukcyjnych, m.in. obniżenia grzbietu kadłuba dla poprawienia widoczności i lepszego wyważenia sterów. Tak zmodyfikowany samolot został oblatany jako Ar 65d. Mimo że wzrosła masa nowego płatowca, samolot wykazywał niezłe własności lotne, w związku z czym zdecydowano o podjęciu produkcji seryjnej. Seryjne egzemplarze, budowane w Warnemünde nosiły oznaczenie Arado Ar 65E.
W latach 1931-1936 wyprodukowano ok. 181 egzemplarzy wersji Ar 65 E i F. Stosowany był przez krótki okres w lotnictwie niemieckim jako samolot myśliwski, do czasu zastąpienia go przez nowocześniejszy Heinkel He 51. Był użytkowany przez jednostki myśliwskie I/JG 131, I/JG 132, II/JG 132, II/JG 134, I/JG 232 oraz bombowców nurkujących I/StG 162. Później używany jako samolot treningowy dla pilotów myśliwskich. Był sukcesywnie wycofywany z użytkowania, w 1943 r. kilka ostatnich egzemplarzy służyło do holowania szybowców DFS 230. Jego następcą był Arado Ar 68.
Dwanaście samolotów Ar 65 zostało wyeksportowanych do Bułgarii, gdzie służyły do treningu pilotów.

## Konstrukcja
Arado Ar 65 był dwupłatowym jednomiejscowym samolotem myśliwskim o stałym podwoziu i odkrytej kabinie pilota. Konstrukcja kadłuba metalowa, kryta płótnem, skrzydeł drewniana, usterzenie miało konstrukcję mieszaną. Napęd stanowił chłodzony cieczą silnik rzędowy BMW VI o mocy maksymalnej 750 KM i stałej 500 KM. Samolot uzbrojony był w dwa karabiny maszynowe MG 17 kal. 7,92 mm umieszczone w kadłubie nad silnikiem, z zapasem amunicji po 500 naboi na lufę.